# 長部稔
長部 稔（おさべ みのる、1943年1月1日 - ）は、日本の建築家。
一級建築士資格所有。日本建築家協会登録建築家・社団法人日本建築家協会 会員、社団法人 日本建築学会 正会員。東京都品川区出身在住。
坂倉準三建築研究所（現・坂倉建築研究所）在籍中、秩父の建設会社の社屋の設計を担当したことが縁で、退所後、秩父に多くの作品を残す。

## 略歴
- 1943年　東京都品川区生まれ
- 1962年　早稲田大学高等学院卒業
- 1965年　早稲田大学第一理工学部建築学科卒業
- 1965年-1968年　坂倉準三建築研究所
- 1969年-1971年　早稲田大学大学院 池原義郎研究室(中退）
- 1971年　坂倉準三の弟子、加藤達雄、水谷碩之 、小西昌二と共に株式会社アーキブレーンを設立
- 1995年- アーキブレーン アトリエを設立、主宰
- 1995年-2003年　国士舘大学理工学部建築学科 非常勤講師
- 2004年-2007年　国士舘大学大学院 非常勤講師

## 主な作品
- SPACE PACK（1969年）（琵琶湖湖畔のモータリストホテル）
- BAOBAB（1972年）（品川区の重層長屋）
- 秩父の家（1975年）（秩父市日野田の住宅）
- 木下病院（1977年）（埼玉県小川町の外科病院）
- 杉並スチューデントハウス（1979年）（杉並区の女子学生寮）
- 則ビル（1979年）（中央区の耳鼻咽喉科医院）
- キヤノン電子影森本社屋（1982年）（秩父市影森のオフィス）
- 玉木家本店（1984年）（秩父の和菓子店）
- キヤノン電子美里事業所（1984年）（埼玉県児玉郡の工場）
- 上宮地町の家（1985年）（秩父の機屋の住宅）
- キヤノン電子体育館（1986年）（秩父市の体育施設）
- 久我山の家（1990年）（杉並区の住宅）
- 小松屋本店（1990年）（東秩父の和菓子店）
- 法華宗獅子吼会庫裏（1992年）（新宿区の寺院）
- 柏の家（1993年）（柏市の住宅）
- アトレ麻布（1994年）（港区の集合住宅）
- 法華宗獅子吼会本堂（1995年）（新宿区の寺院）
- 法華宗獅子吼会僧坊（1996年）（新宿区の寺院）
- 御殿山の家（2002年）（品川区の住宅）
- 平町の家（2002年）（目黒区の住宅）
- 法華宗大本山鷲山寺講舎（2005年）（茂原市の寺院）

## その他
- 祖父 長部吉五郎（1884-1966）は1907年内匠寮奉職、後に建築家渡辺仁と協働。父 長部一吉（1911-1980）は建築家中村順平の弟子。声優矢島正明は叔父。